# Bastion Cavallerizza
Le Bastion Cavallerizza (en italien : Bastione Cavallerizza), anciennement Baluardo dell'Oriolo, est l'un des six bastions qui composent l'enceinte de Grosseto (province de Grosseto en Toscane). Le bastion est situé au sommet sud des remparts de Grosseto, à côté de la Porta Vecchia, l'accès historique à la ville médiévale.  

## Histoire
Le bastion a été construit dans la seconde moitié du XVIe siècle près de la Porta Vecchia lors de la reconstruction des remparts par les Médicis sur un projet de Baldassarre Lanci ; les travaux ont été réalisés à partir de 1574 à 1575 sous la direction de Simone Genga, bien que les fondations aient déjà été posées en 1567. Le bastion prit le nom de Baluardo di Porta Reale, mais finit par être changé en Baluardo dell'Oriolo en raison de la présence d'une horloge (oriolo) sur la tour placée au-dessus de la porte. D'autres travaux de consolidation ont été effectués dans les années 1590, toujours en raison de la difficulté du terrain qui avait déjà retardé la construction du bastion lui-même. Situé à proximité de l'accès principal à la ville (longtemps le seul accès) c'est le bastion qui a surtout subi des transformations et des modifications au cours de son histoire.
Après la démilitarisation définitive des murailles en 1833, des travaux commencèrent pour transformer les coursives et les remparts en parc public. En 1848, sur la base d'un projet de l'ingénieur Lamberto Lapi, une série d'opérations ont été réalisées pour étendre la promenade à hauteur dans la section entre le bastion d'Oriolo et le bastion Molino a Vento. En 1850, le terrain devant les embrasures est utilisé comme potager, tandis que la tour au-dessus de la porte est vendue à des particuliers, qui ordonnent sa démolition en 1854. L'intervention la plus importante a lieu en 1882, quand, à l'initiative du préfet Stefano De Maria, la partie gauche du bastion est supprimée, ouvrant plus d'espace devant la porte. De plus, en 1895, une rampe a été construite qui permettait l'accès depuis la Piazza del Sale, tandis qu'une zone circulaire entourée de marches a été construite au centre du bastion, qui a été rénové au cours du XXe siècle et utilisé pour des spectacles, des réunions et cinéma en plein air.

## Description
Le bastion Cavallerizza ferme, à l'intérieur, le côté Sud de la Piazza del Sale dans le centre historique de Grosseto. Il est situé près de Porta Vecchia, d'où il se trouve sur la gauche en regardant les murs de l'extérieur. 
De forme polygonale, le bastion se caractérise par la présence d'un jardin le long de la zone piétonne qui mène au bastion Molino a Vento. En raison de la démolition du tourillon gauche qui a eu lieu entre 1882 et 1884, le bastion Cavallerizza est le seul des six bastions à ne pas conserver la forme originale en pointe de flèche.

## Galerie

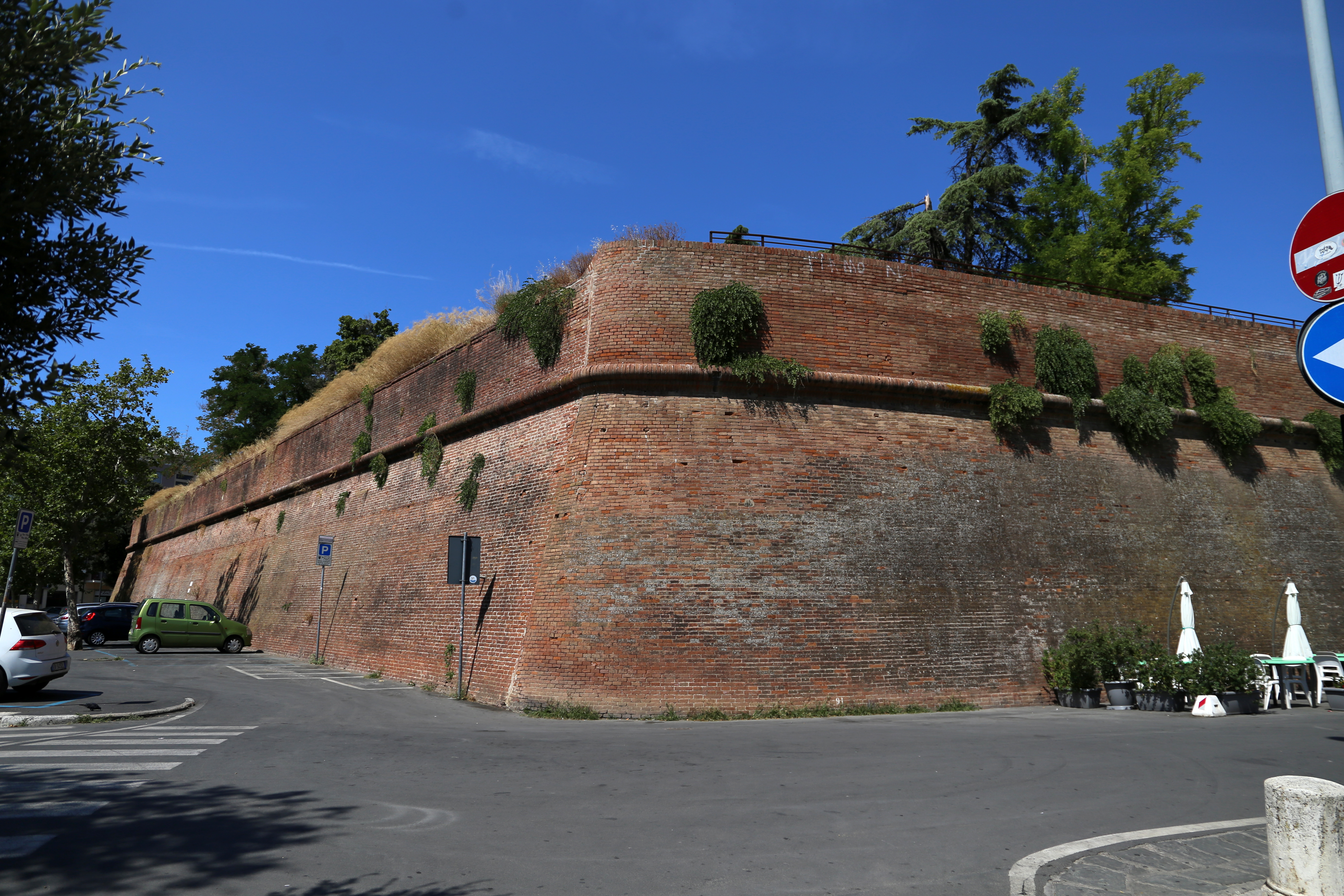
Bastion Cavallerizza.
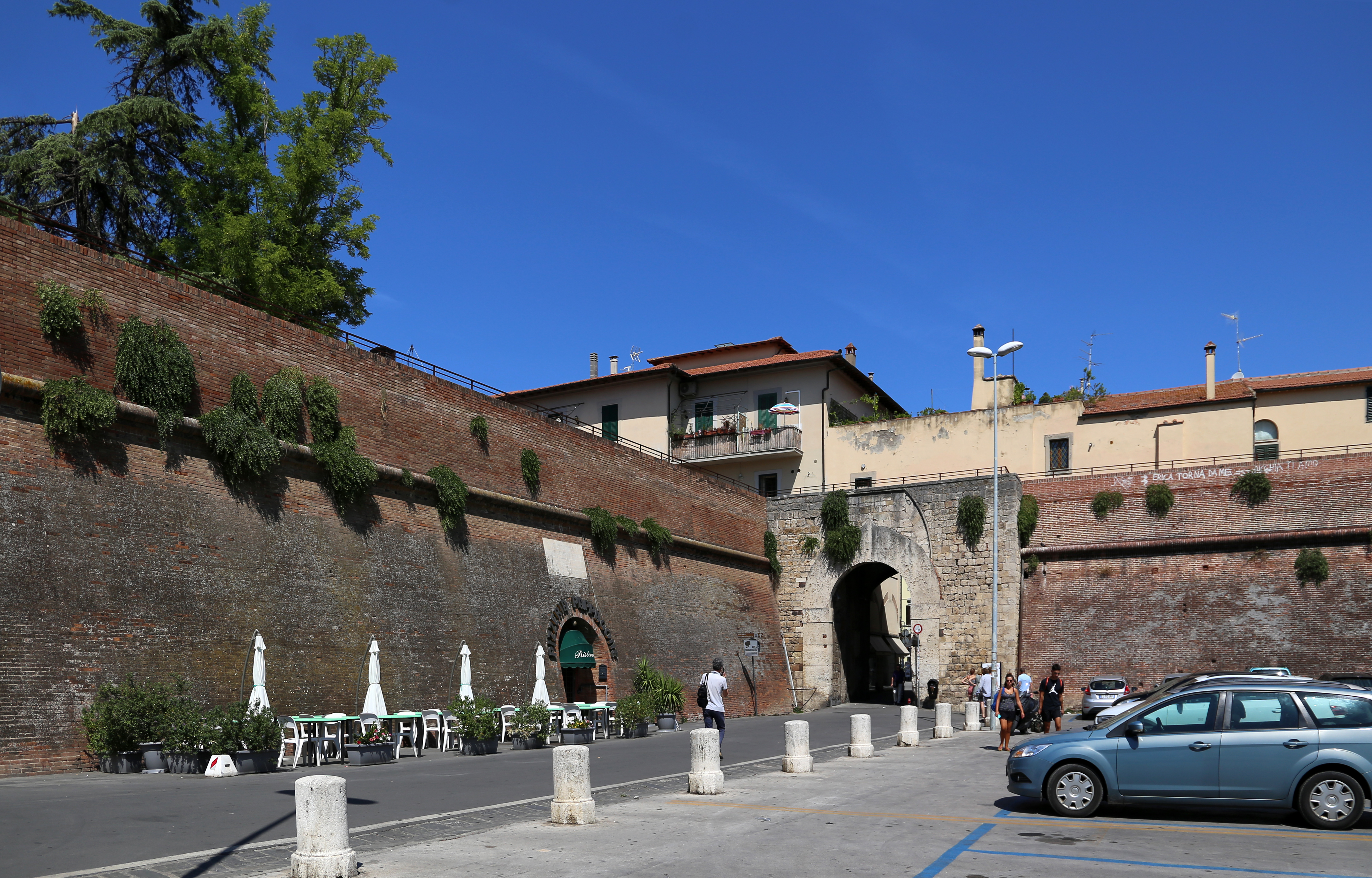
Porta Vecchia.
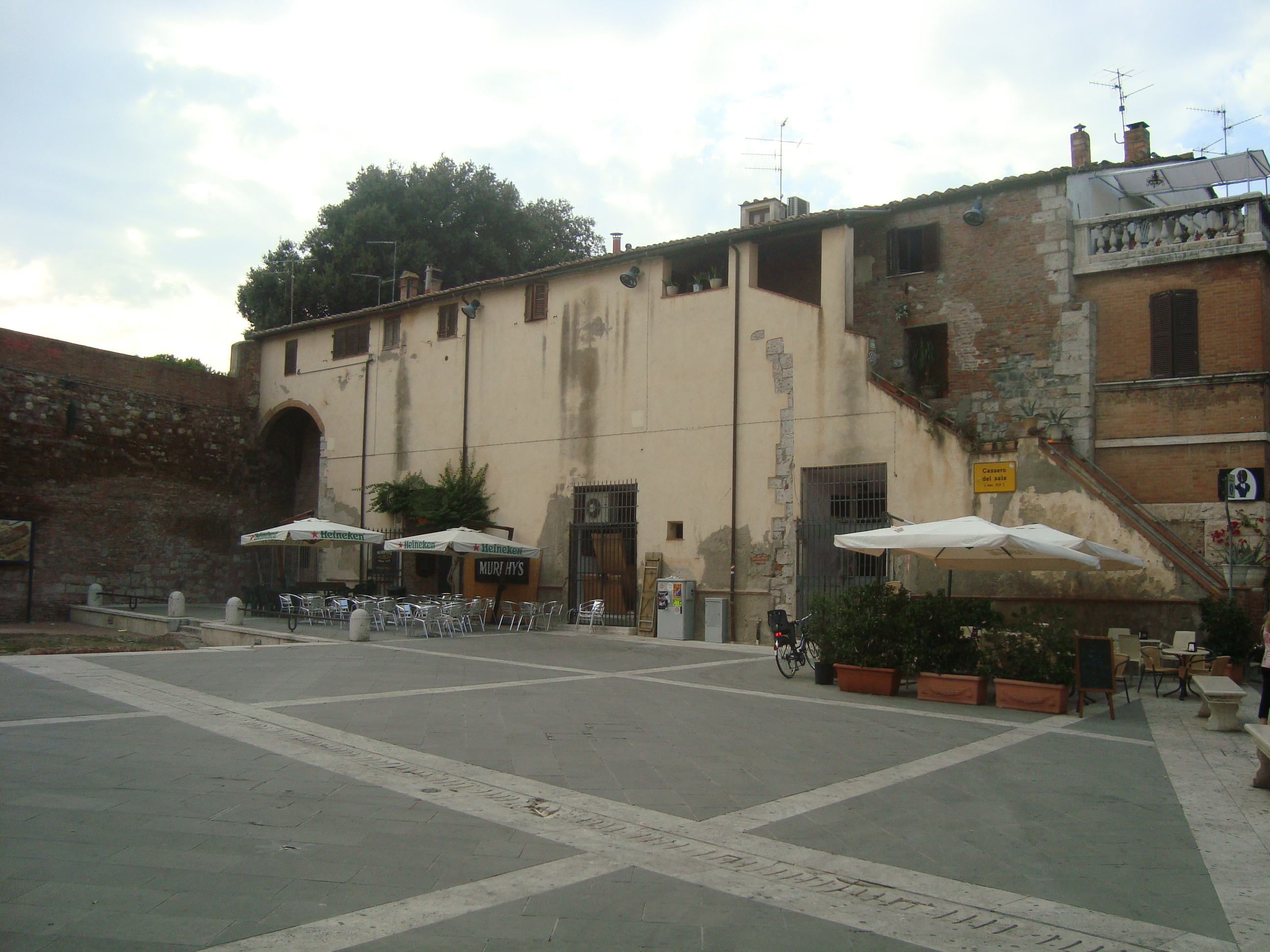
Piazza del Sale.
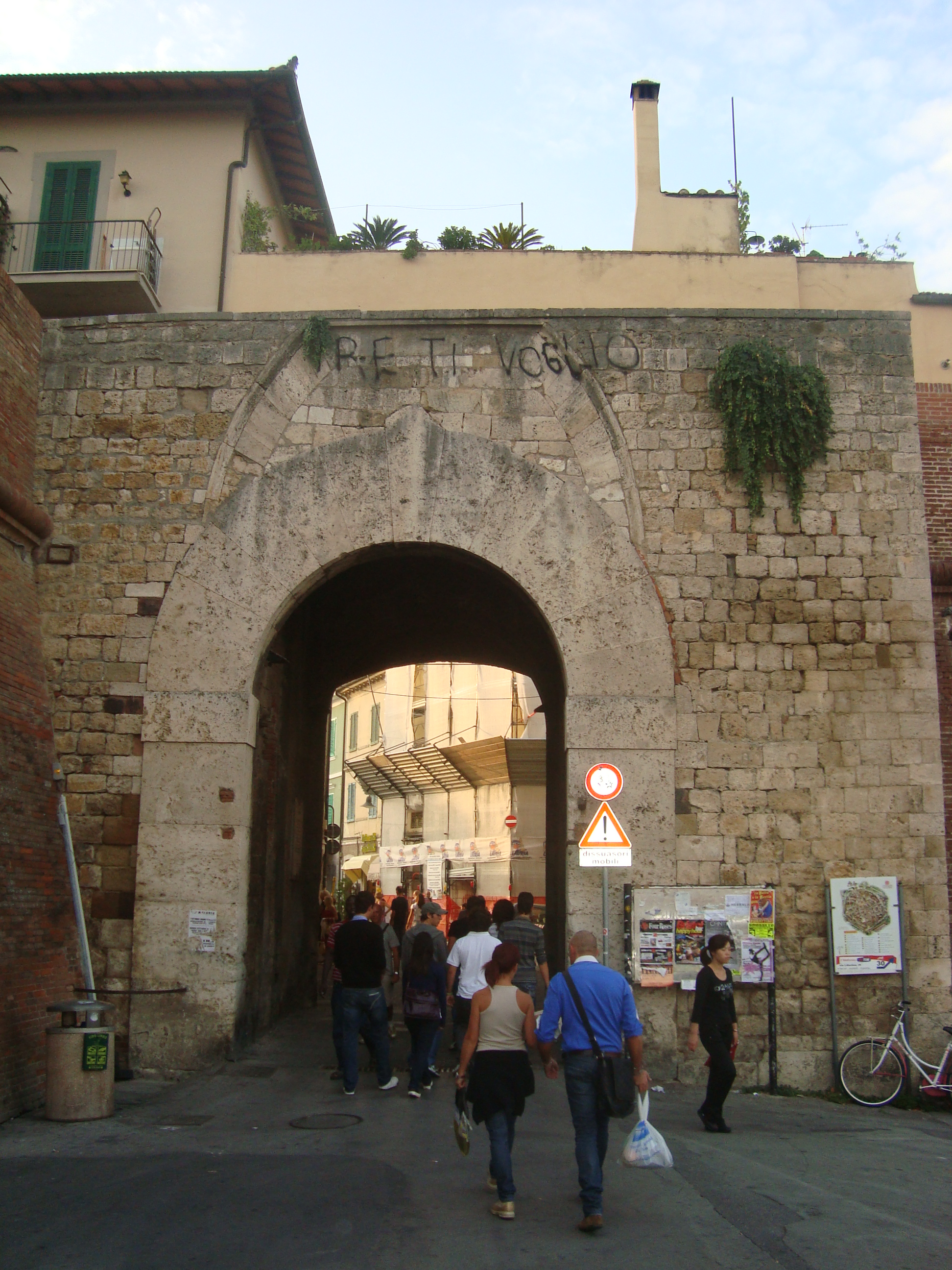
Porta Vecchia.